# Ермолкино (Белебеевский район)
Ермо́лкино (баш. Ермолкин) — село в Белебеевском районе Башкортостана, центр Ермолкинского сельсовета.

## География
У Ермолкино колхозом имени XXI партсъезда запружена р. Стивинзя, пруд объемом — 130 тыс. м³, площадью — 0,07 км².
Расстояние до:
- районного центра (Белебей): 16 км,
- ближайшей ж/д станции (Аксаково): 26 км.

## Население
| 2002 | 2009 | 2010 |
| ---- | ---- | ---- |
| 562  | ↘494 | ↗625 |

Национальный состав
Согласно переписи 2002 года, преобладающая национальность — чуваши (90 %).